# خط راه‌آهن سریع تویو
خط راه‌آهن سریع تویو (به ژاپنی: 東葉高速線, Tōyō Kōsoku-sen)، یک خط ترانزیت سریع یا مترو متعلق به شرکت بخش سوم شرکت خط راه‌آهن سریع تویو است که بین ایستگاه نیشی-فوناباشی در فوناباشی، چیبا و ایستگاه تویو-کاتسودادایی در یاشیو، چیبا در حرکت است.